# Tesoro del Delfín

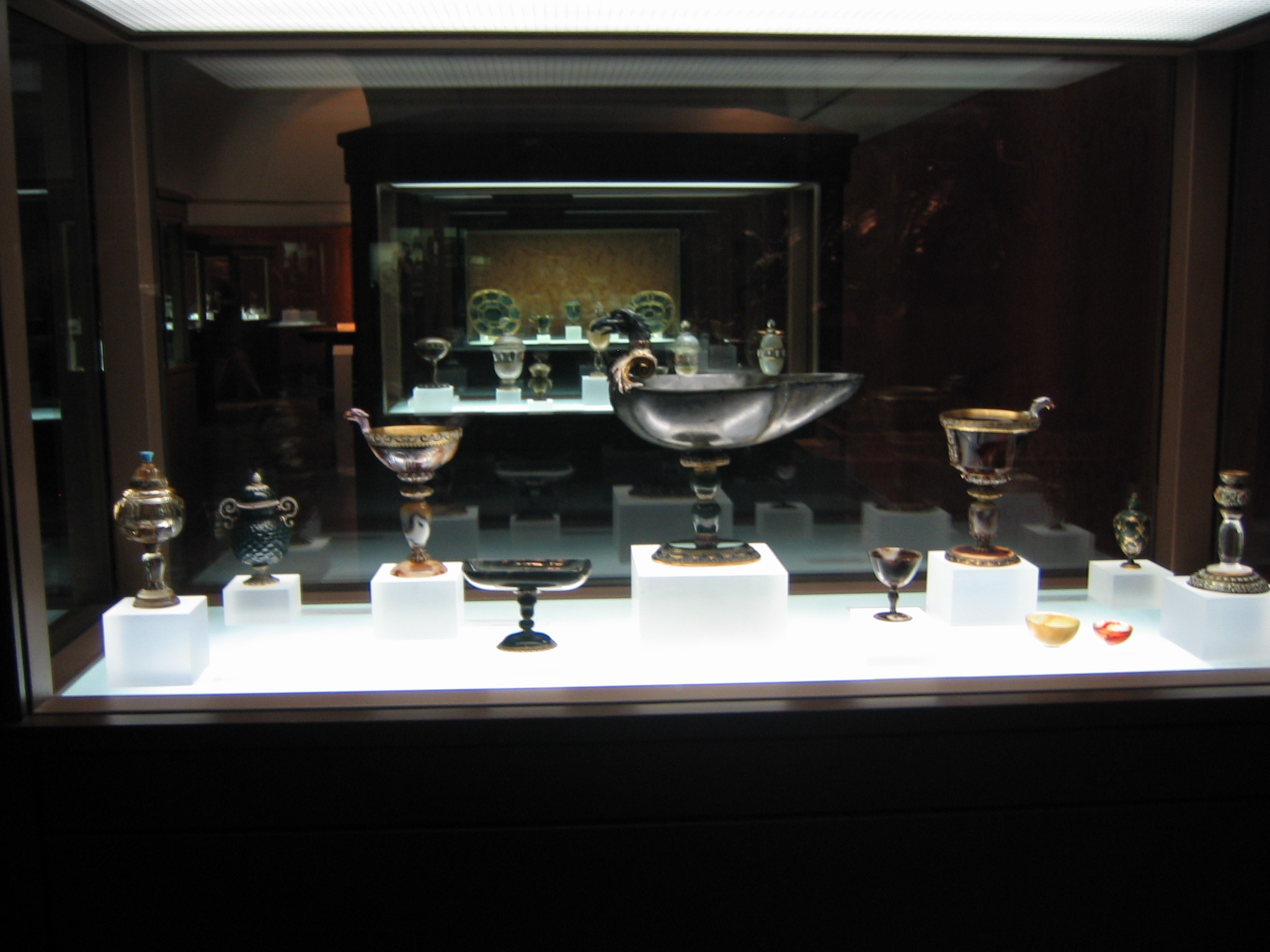
Vista de varias de las vitrinas en las que se expuso entre 1989 y 2018 el Tesoro del Delfín, en una cámara subterránea del Prado. Desde 2018 este conjunto se muestra en una sala circular con vitrinas y demás adelantos expresamente diseñados.

El Tesoro del Delfín, o Alhajas del Delfín (como figura en los viejos inventarios), es un conjunto de orfebrería antigua, elaborado mayormente con cristal de roca, metales nobles y piedras semipreciosas, que se conserva en el Museo del Prado de Madrid. Se denomina así por haber pertenecido a Luis de Francia, el Gran Delfín, que falleció durante una epidemia de viruela en 1711 sin haber llegado a reinar. Su segundo hijo, Felipe V de España, heredó la parte del tesoro ahora conservada en Madrid. Otra porción del tesoro original se halla en el Louvre de París, si bien no suele citarse con tales nombres. 

## Historia
El primer Borbón español recibió ciento sesenta y nueve obras, un porcentaje no muy grande del total (seiscientas noventa y ocho inventariadas en 1689), pero que fueron seleccionadas entre las mejores de la colección. Inicialmente se conservaron en el Real Alcázar de Madrid, guardadas en sus estuches, en espera de que fuera acondicionada para su exhibición la Pieza de las Furias. Sin embargo, el proyecto, del arquitecto René Carlier, fue abandonado, y las piezas fueron finalmente enviadas al Palacio de la Granja —lo cual por otra parte evitó que se vieran afectadas por el incendio que destruyó el recinto madrileño en 1734—, en el que tampoco llegaron a ser nunca instaladas, ya que permanecieron almacenadas en la Casa de las Alhajas.
Tristemente, casi todas las actualmente existentes en el Prado están mutiladas, por los robos producidos durante la Invasión francesa y por otro sufrido en 1918, que además redujeron su número a ciento cuarenta y cuatro. Con todo, es un conjunto único en España, y uno de los más importantes que se conservan en Europa.
A lo largo de sus ya casi dos siglos de permanencia en el Prado, el Tesoro se ha expuesto en salas y condiciones diversas. Cuando sufrió el robo de 1918, se exhibía en vitrinas en la galería central del museo, y entre 1989 y 2018 se expuso en un sótano de la zona sur del edificio, conocido como cámara acorazada por la puerta blindada que lo protegía. Según adujo la institución, debido a las humedades y a las vibraciones que generaba el cercano túnel de Cercanías, se consideró que estas salas subterráneas no eran idóneas para piezas tan delicadas, y se adaptó para ellas un ámbito circular en el ático norte del museo. Este nuevo espacio expositivo cuenta con vitrinas hechas ex profeso, con un sistema de climatización y renovación del aire adecuado para materiales tan delicados como los esmaltes y el cuero de los estuches. El nuevo despliegue expositivo fue precedido de una laboriosa puesta a punto de los objetos, que incluyó su limpieza con medios no abrasivos y la revisión de reparaciones antiguas.

## Descripción

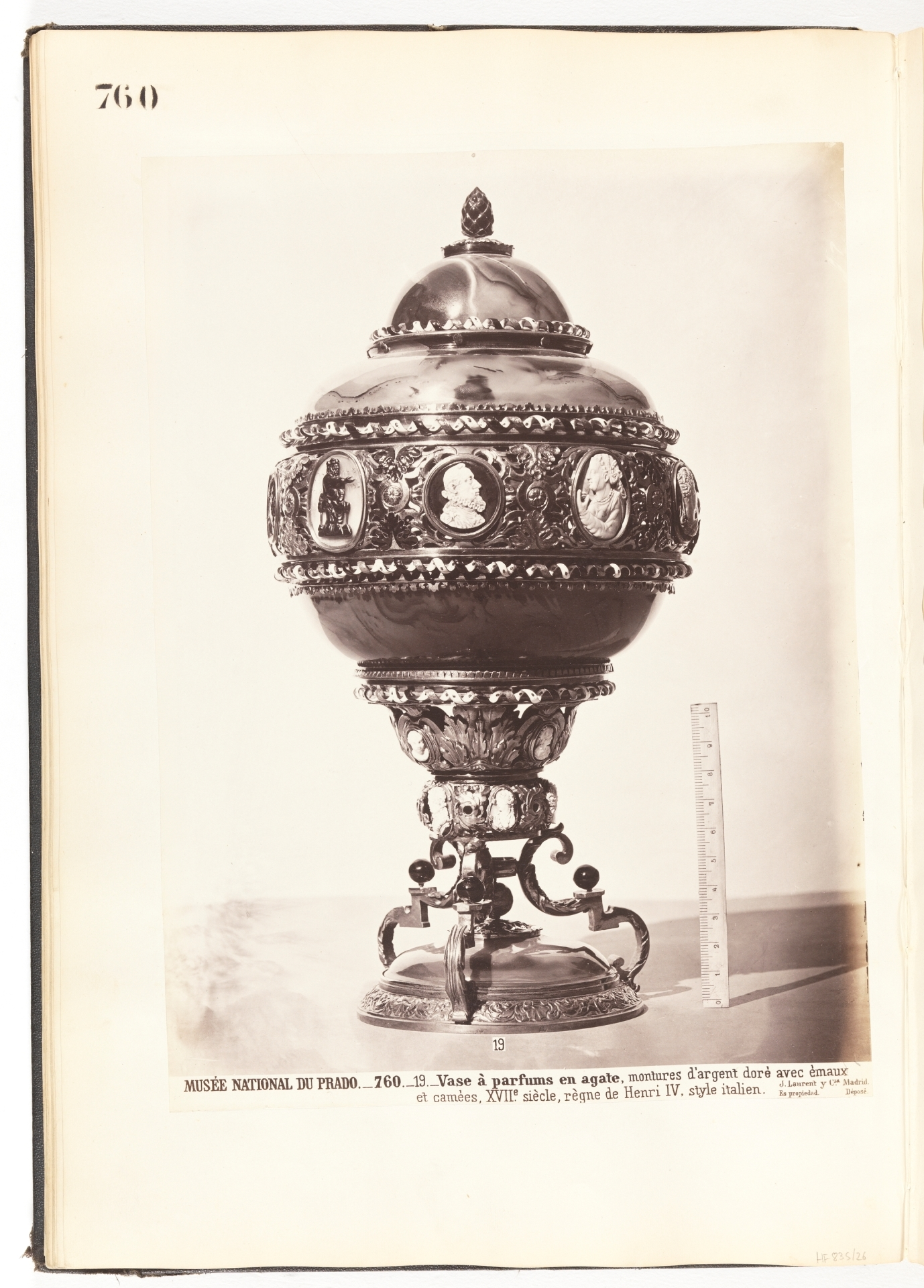
Vaso para perfumes de ágata. Pieza robada en 1918 de la que solo se conservan algunos camafeos. Fotografía realizada hacia 1879 por Jean Laurent.

De las piezas supervivientes, cuarenta y nueve están realizadas en cristal de roca y otras setenta y una en piedras duras (piedras semipreciosas como ágata, lapislázuli, calcedonia, jaspe, jade, serpentina o alabastro) y otros materiales, como conchas de nautilos. Las guarniciones son generalmente de oro, aunque también hay algunas de plata, tanto sobredorada como en su color, y frecuentemente van realzadas con ricos esmaltes opacos y traslúcidos y piedras finas (turquesas, amatistas, granates) y preciosas (diamantes, zafiros, esmeraldas y rubíes), además de con perlas.
Los motivos iconográficos son muy variados, abarcando desde pasajes del Antiguo Testamento relacionados con el vino y con el agua hasta las Metamorfosis de Ovidio. Dos de las obras más conocidas llevaban en su centro a Baco y al Arca de Noé.
La mayor parte de las piezas son de los siglos XVI y XVII, de talleres parisinos e italianos (en el caso de las de cristal de roca, milaneses en concreto), aunque también hay ejemplares de la Antigua Roma, bizantinos, medievales e incluso de la Persia sasánida, el Imperio mogol y China. Varios objetos pertenecieron a personajes tan relevantes como Carlos V de Francia, el emperador Carlos I de España, Juana de Albret o el cardenal Mazarino.
Esta colección ingresó en 1839 en el Prado, entonces Real Museo de Pinturas, por decisión de Isabel II, que consideró que su valor artístico primaba sobre su interés científico (Carlos III con criterio inverso la había entregado al Real Gabinete de Historia Natural). En aquel momento era director del Museo el pintor José Madrazo, que pocos años más tarde fue acusado de vender parte de las joyas para su beneficio personal. Tal denuncia se realizó en el diario El eco del comercio, de circulación nacional, pero nunca se comprobó la validez de lo sostenido por el periódico. Lamentablemente, en 1918 sí se descubrió un expolio confirmado, realizado por un empleado del propio museo, Rafael Coba. La mayoría de las piezas pudieron recuperarse, salvo once, pero treinta y cinco de ellas con daños muy severos, despojadas de muchas de sus guarniciones de piedras y metales preciosos. El suceso, el más grave en la historia de la institución, le costó el puesto a su director, el pintor José Villegas Cordero, y supuso el cierre cautelar de los estudios que los artistas tenían en la pinacoteca. 
La parte que subsiste se expuso entre 1989 y junio de 2018 en una cámara fuerte ubicada en el sótano del museo. En el montaje inaugurado en 2018 en el toro del ático norte se exponen también algunos de los estuches del siglo XVIII, la mayoría revestidos en cuero, en los que se guardaban estas piezas y que se realizaron reproduciendo exteriormente su forma -de manera simplificada- con el fin de poder identificarlas sin necesidad de abrirlos. Además, se han sumado dos conjuntos que fueron separados del resto a finales del XIX: un Juego de café de laca y un Estuche con juego de utensilios para preparar piezas de caza (trousse de veneur), y que han sido identificados en los últimos años, el primero en el Museo de América y el otro en el Museo Arqueológico Nacional.
En 2001 se editó el primer catálogo razonado de esta colección, que estuvo a cargo de Letizia Arbeteta.

## Galería

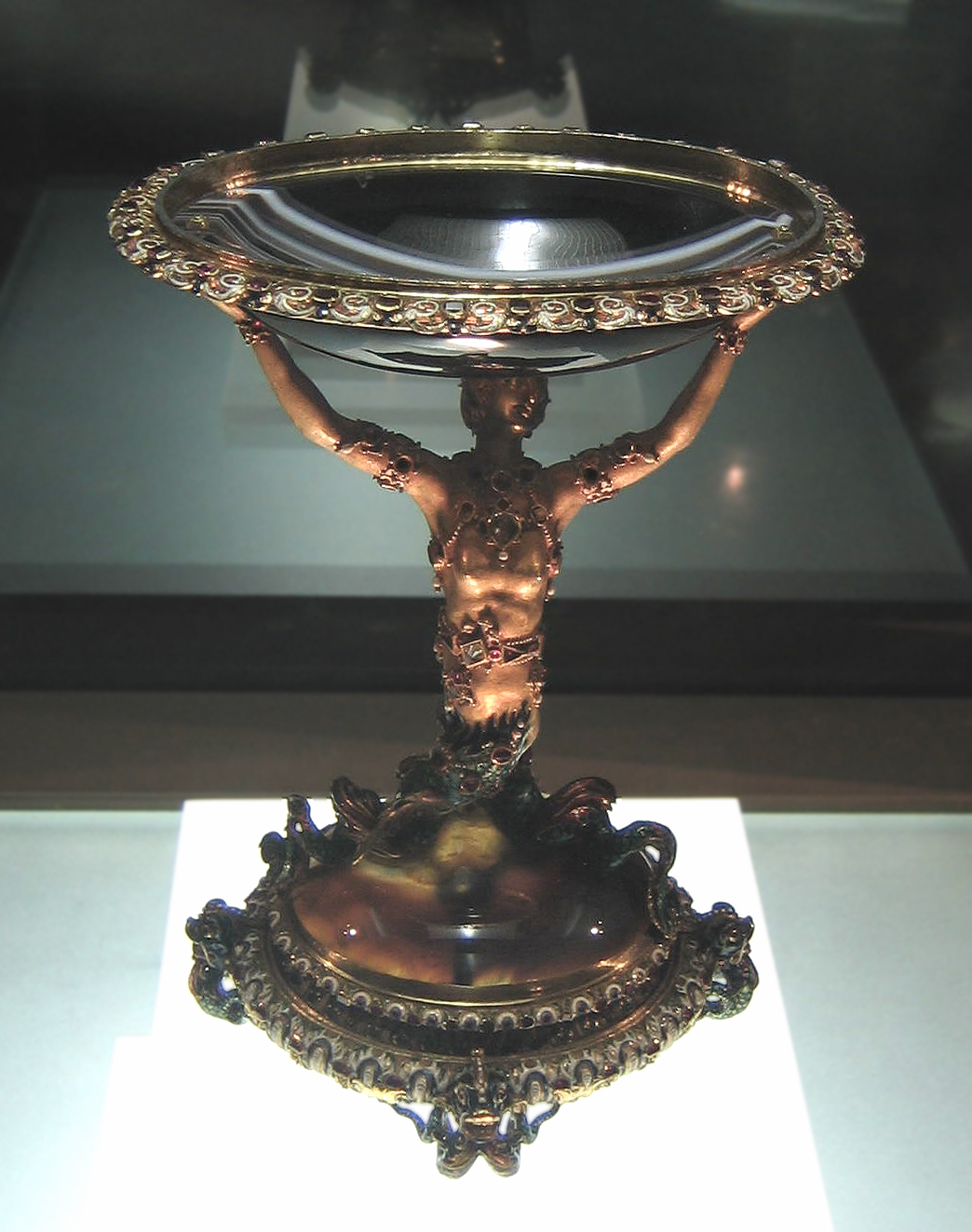
Salero de ónice con sirena de oro.
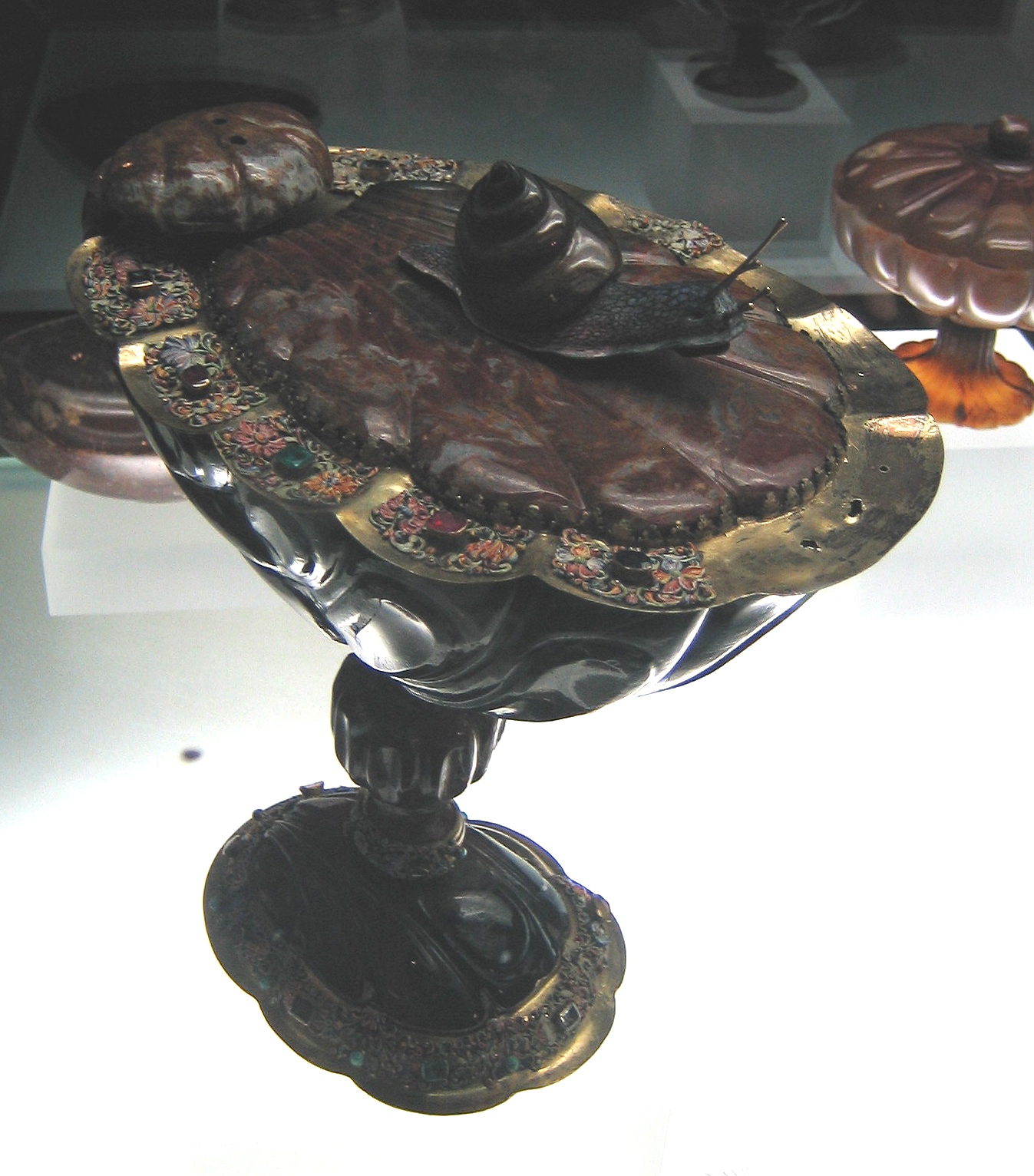
Vaso de jaspe con Neptuno (figura desaparecida) y caracol.
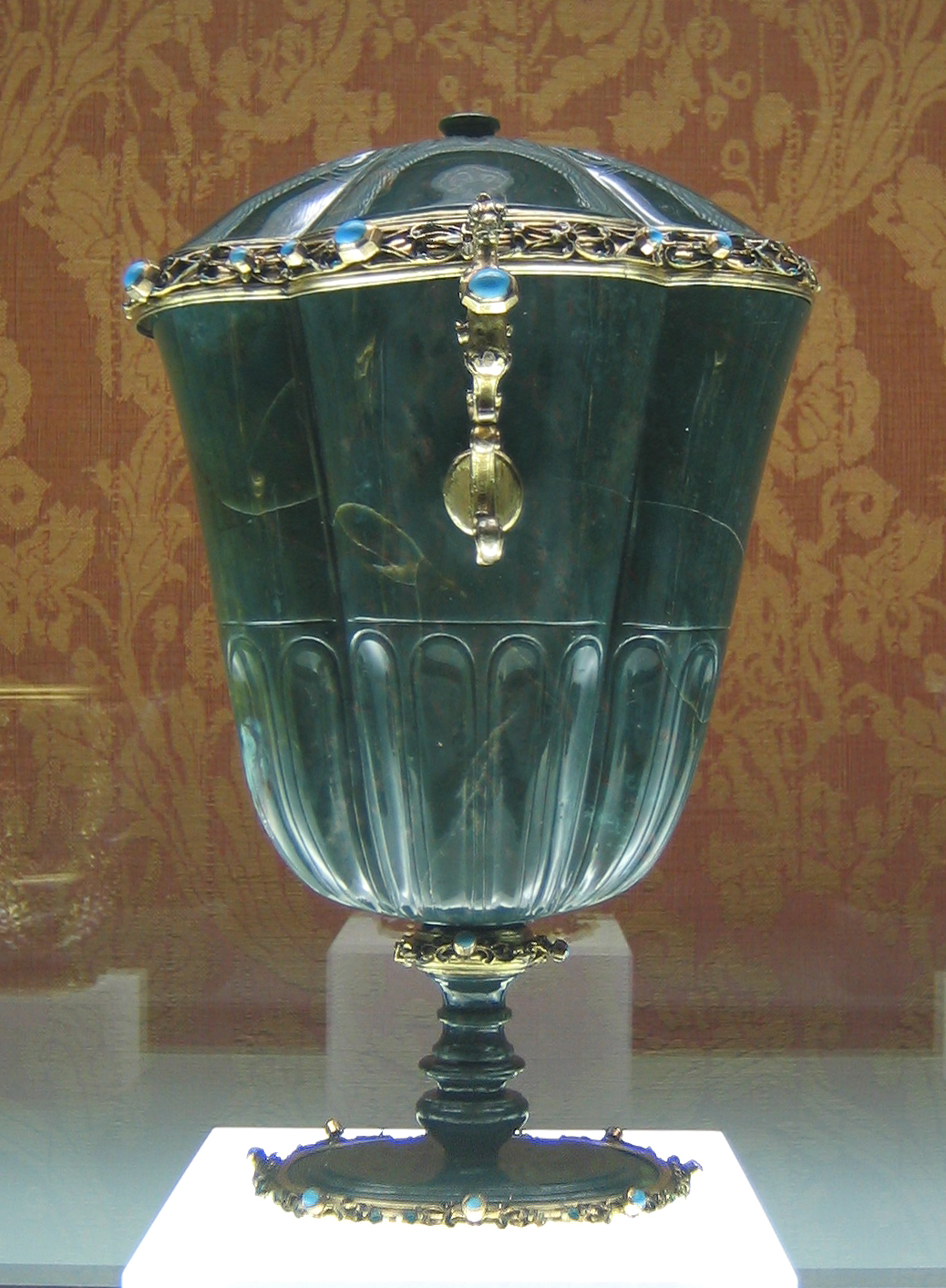
Vaso agallonado de sanguina con turquesas.
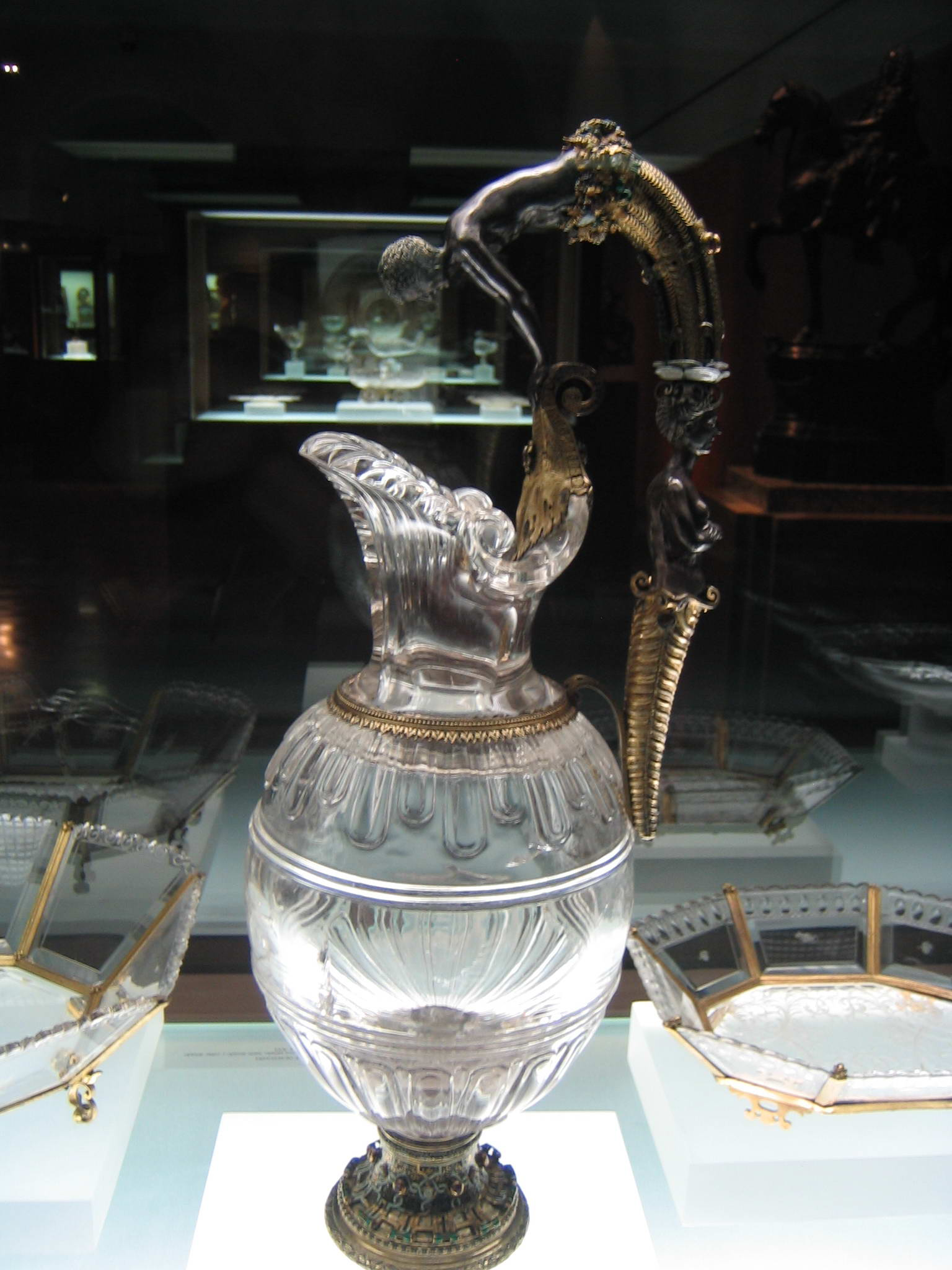
Jarro de cristal con Narciso y una sirena en el asa (Richard Toutain).
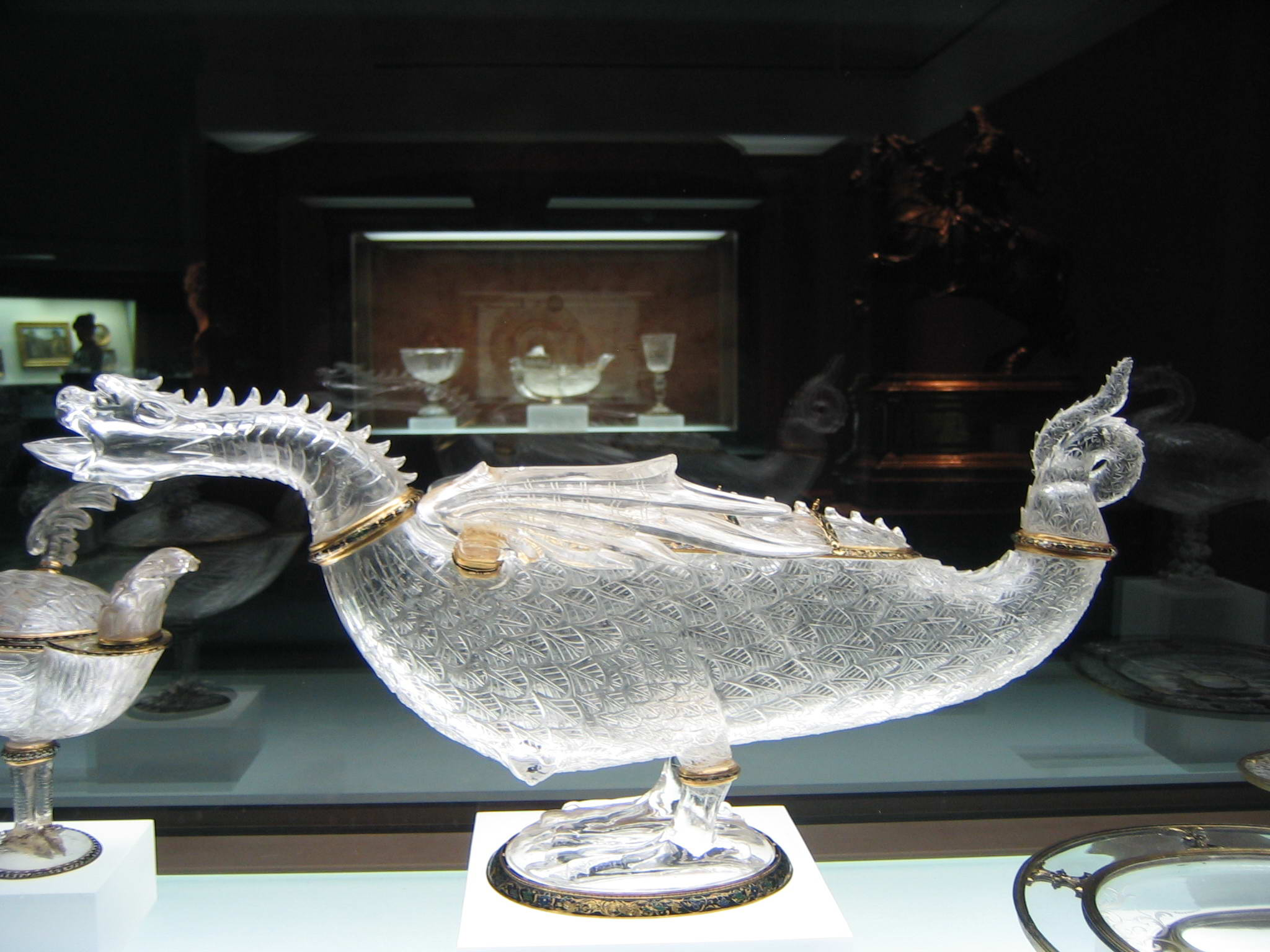
Dragón de cristal de roca.
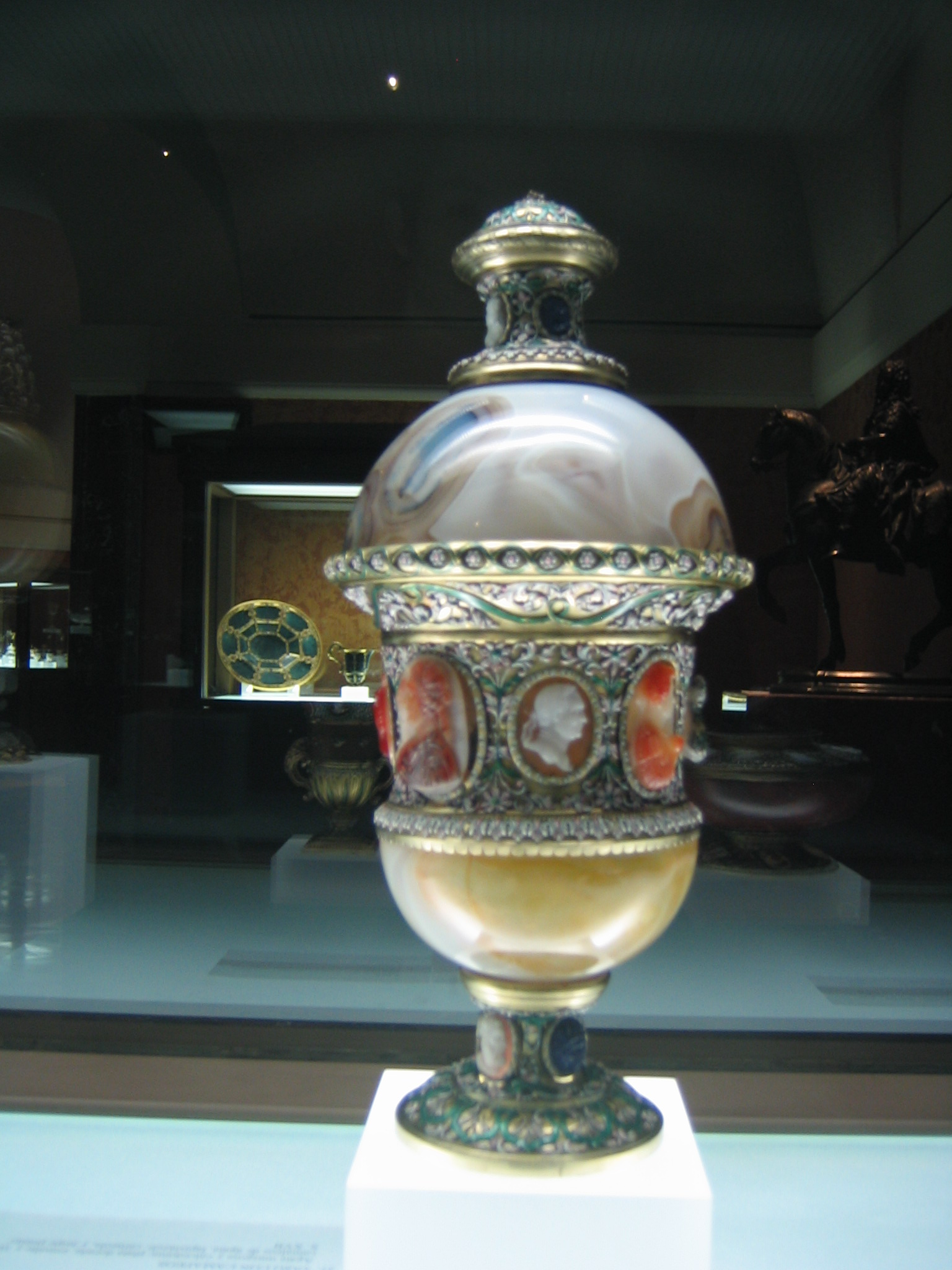
Vaso de ágata con camafeos.
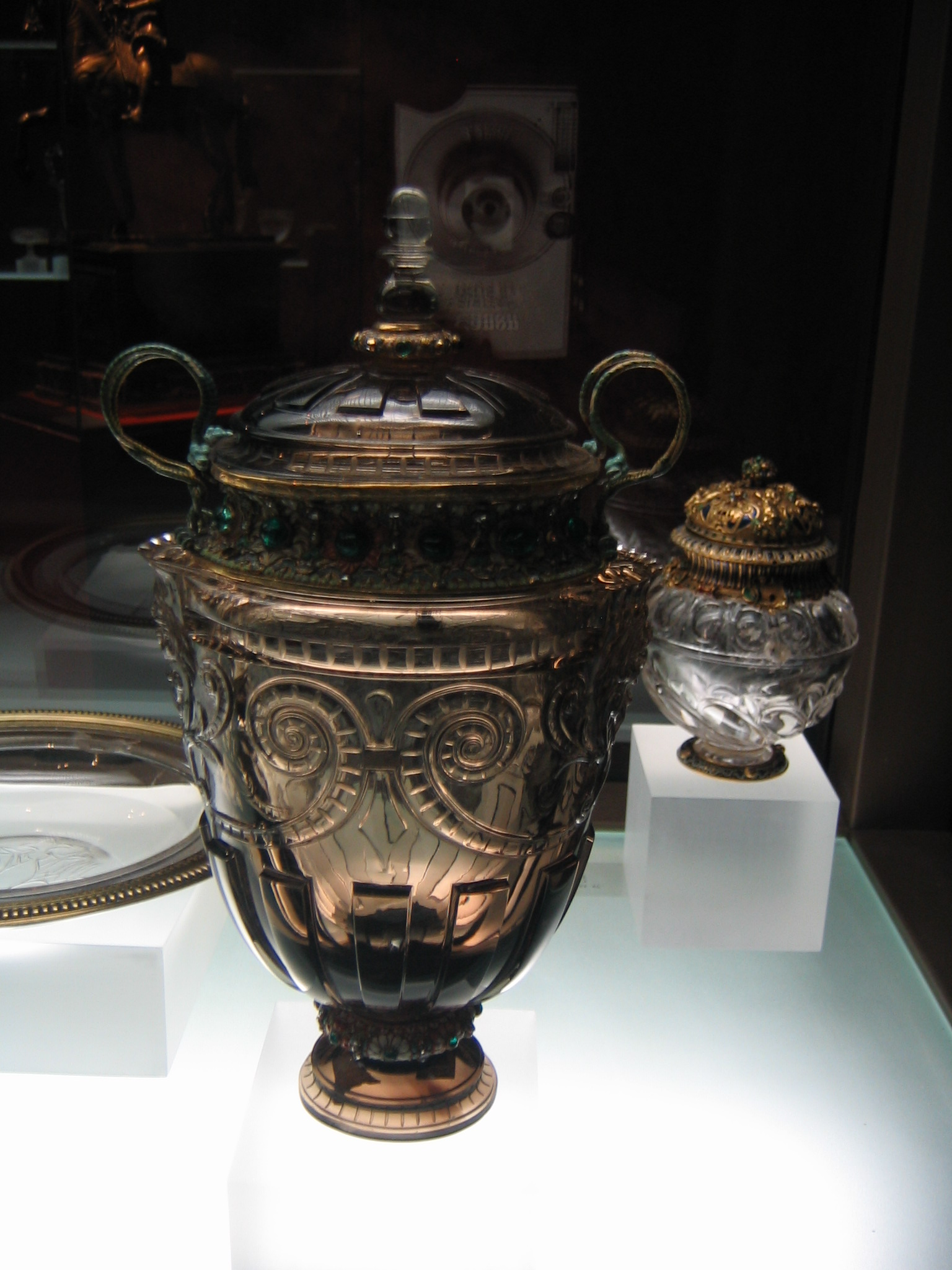
Vaso de cuarzo ahumado.
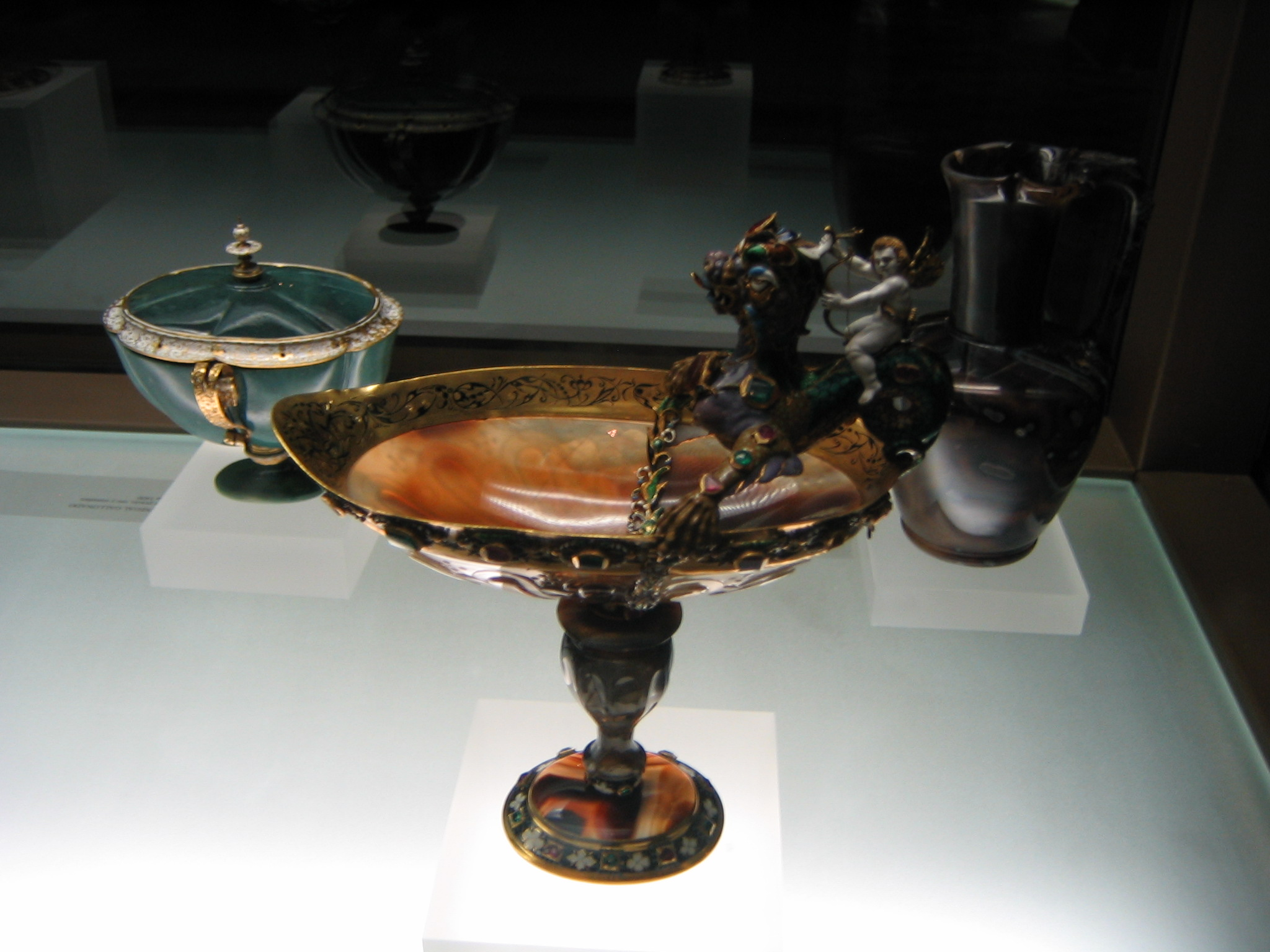
Copa con Cupido y dragón.